# Petsamo län
Petsamo län var ett finländskt län, som bildades 1921 efter det att Sovjetunionen avträtt Petsamo till Finland efter fredsfördraget i Tartu den 14 oktober 1920. 
Ilmari Helenius var länets förste och ende landshövding under perioden 14 februari–31 december 1921. År 1922 uppgick Petsamo län i Uleåborgs län och från 1938 – efter uppdelning av Uleåborgs län – tillhörde Petsamoområdet  Lapplands län fram till 1944, då det erövrades av Sovjetunionen och blev Petjenga distrikt i Murmansk oblast.

## Län i Finland 1921, 1938 och 1945
|  |  |  |